# Трииодомеркурат(II) аммония
Трииодомеркурат(II) аммония — неорганическое соединение,
комплексная соль аммония, ртути и иодистоводородной кислоты
с формулой NH4[HgI3],
образует кристаллогидрат — жёлтые кристаллы.

## Получение
- Смешивание растворов иодида ртути(II) и иодида аммония:

{\displaystyle {\mathsf {HgI_{2}+NH_{4}I\ {\xrightarrow {}}\ NH_{4}[HgI_{3}]}}}

## Физические свойства
Трииодомеркурат(II) аммония образует кристаллы.
Образует кристаллогидраты состава NH4[HgI3]•H2O — жёлтые кристаллы
моноклинной сингонии,
пространственная группа C c,
параметры ячейки a = 1,11235 нм, b = 0,98046 нм, c = 0,87430 нм, β = 90,185°, Z = 4
.